# Портобело
Портобело (Portobelo) — портовый посёлок на севере Панамы, в провинции Колон, откуда в XVII—XVIII веках отплывал в Испанию груженный сокровищами «серебряный флот». Само название («красивая гавань») указывает на удобство и глубину бухты.
Ныне в посёлке проживает меньше 3000 жителей.

## История
Город основал в 1597 г. Франсиско Веларде. Как гласит легенда, рядом с Портобело англичане захоронили тело умершего в море Фрэнсиса Дрейка. На рубеже XVI и XVII вв. Портобело был основательно укреплён на случай нападения англичан. Неплохо сохранился близлежащий форт Сан-Лоренсо.
Несмотря на все предосторожности, Портобело манил английских моряков и пиратов, которые мечтали о приобретении плацдарма в Центральной Америке:
- В 1668 г. на Портобело напал пират Морган. Его люди 14 дней грабили, насиловали, пытали и убивали местных жителей.
- В годы англо-испанской войны 1727-29 гг. англичане без особых успехов пытались блокировать Портобело. За это время не было произведено ни одного выстрела, а из 4750 английских моряков от 3 до 4 тыс. пали жертвами тропических болезней.
- В ноябре 1739 года, когда шла война за ухо Дженкинса, британский адмирал Эдвард Вернон обстрелял и захватил город. В честь этой победы название «Портобело» было присвоено пригороду Эдинбурга и шоссе в Лондоне. Однако довольно скоро, после поражения под стенами Картахены, англичане были вынуждены ретироваться из испанских владений.

После реформирования серебряного флота и распада Испанской колониальной империи Портобело потерял былое значение. В 1980 г. ЮНЕСКО признала развалины прибрежных укреплений колониального периода памятником Всемирного наследия.